# Izumi (ベリーダンサー)
IZUMI（イズミ、本名：山本 和泉）は、日本のベリーダンス舞踊家、ベリーダンス指導者、ベリーダンス振付師。一般社団法人日本ベリーダンス連盟代表理事。

## 経歴・人物
幼少期よりダンスを学び、TVや舞台などに出演。1998年よりベリーダンスを小松芳に師事し、2002年より小松芳アラビア舞踊団にて、インストラクターやショーダンサーとして活動する。
2007年、横浜市にてIzumi Oriental Dance Stusioを開校。後に札幌校、名古屋校、辻堂校も開設し、ベリーダンスの普及活動に努めている。また、ワークショップ講師・ゲストダンサー等として、国内外のイベントに多数出演している。
2017年、一般社団法人日本ベリーダンス連盟の設立に伴い、理事に就任。
2023年放送の日本テレビ系日曜ドラマ『セクシー田中さん』ではベリーダンス監修を担当。未経験のキャストに基礎からの指導を行い、アラブリズムの解説や中東の文化にも触れて、リアルなベリーダンスシーンの再現に努めた。
2024年7月、一般社団法人日本フリーランスリーグのアドバイザーに就任。

## 出演

### イベント
- カラダWEEK やす子×日曜ドラマ「セクシー田中さん」ベリーダンス教室（2023年11月12日、日本テレビ）

### ダンスショー等[2]
日本国内
- 琉球大神楽（2016年～、沖縄県）
- 沖縄本土復帰50年記念行事（2022年9月、沖縄県・首里城）
- ヨコハマベリーダンスフェスティバル（2016年ほか、神奈川県横浜市）

他多数
海外
- Belly Dance China（2016年8月、中国・上海） - ワークショップ講師、ゲストダンサー
- WorldBellydanceCup2016（2016年9月、韓国） - ワークショップ講師、ゲストダンサー
- WorldBellydanceCup2018（2018年9月、韓国） - ワークショップ講師、ゲストダンサー
- エジプトフェスティバル CampNeghum（2017年10月、エジプト） - ゲストダンサー
- Shobash Dubai festival（2025年2月、アラブ首長国連邦 ドバイ）[6] - 講師、国際コンクール審査員

他多数

## 作品

### DVD
- Poi Veil Bellydance (Izumi (Poi Veil)名義）

## エピソード

### 日本ベリーダンス連盟代表理事として
- 2020年3月12日、厚生労働省記者クラブで行われた「新型コロナ感染症に係るフリーランス支援についての記者会見」[7]に日本ベリーダンス連盟代表理事として出席。俳優、音楽家、落語家らの代表と共に、コロナ禍におけるフリーランスへの補償対応の改善を求め、「私たちはこの仕事で生計を立てている。雇用されている人と差のない保護を」と訴えた[8]。
- 2020年4月、コロナ禍における緊急事態宣言の発令を受け、自身のスタジオを休業。「政府の要請で休業するのだから損失分の補償をすべき」と危機感を表明した[9]。

### 「セクシー田中さん」関連
- ベリーダンス監修を務めた『セクシー田中さん』では、ダンス指導、振付、音楽、衣装・セットの置物提供、アラブ文化全般に関するアドバイス等を担当。同作については、過去のメディアにおける「妖艶」や「セクシー」といった取り上げ方と異なり、今のベリーダンスの世界を正しく取り上げてくれたとコメントしている[10]。また、同作の放送を切っ掛けに、第二のベリーダンスブームが到来したといい、自身のスタジオにも同作を見て体験レッスンに訪れる人がいるという[11]。
- 同作にベリーダンスのインストラクター役で出演した高橋メアリージュンは、自身の役柄を「ハッピーで愛があって自己肯定感を上げられるポジティブな女性」と捉え、監修のIzumiの人物性を役に取り入れたという[12]。

### 日本フリーランスリーグ アドバイザーとして
- 2024年11月14日、フリーランス新法の施行に際し、日本フリーランスリーグによる調査研究報告会に当事者・アドバイザーとして出席[13]。イベントへの出演予定を電話一本でキャンセルされ、キャンセル料も支払われないといった実情を語り、フリーランスの待遇改善について提言した[14][15]。